# Ellen's Gesang n°I (Raste Krieger, Krieg ist aus)
 (janvier 2025).
La mise en forme du texte ne suit pas les recommandations de Wikipédia : il faut le « wikifier ».
Les points d'amélioration suivants sont les cas les plus fréquents :
- Les titres sont pré-formatés par le logiciel. Ils ne sont ni en capitales, ni en gras.
- Le texte ne doit pas être écrit en capitales (les noms de famille non plus), ni en gras, ni en italique, ni en « petit »…
- Le gras n'est utilisé que pour surligner le titre de l'article dans l'introduction, une seule fois.
- L'italique est rarement utilisé : mots en langue étrangère, titres d'œuvres, noms de bateaux, etc.
- Les citations ne sont pas en italique mais en corps de texte normal. Elles sont entourées par des guillemets français : « et ».
- Les listes à puces sont à éviter, des paragraphes rédigés étant largement préférés. Les tableaux sont à réserver à la présentation de données structurées (résultats, etc.).
- Les appels de note de bas de page (petits chiffres en exposant, introduits par l'outil «  Source ») sont à placer entre la fin de phrase et le point final[comme ça].
- Les liens internes (vers d'autres articles de Wikipédia) sont à choisir avec parcimonie. Créez des liens vers des articles approfondissant le sujet. Les termes génériques sans rapport avec le sujet sont à éviter, ainsi que les répétitions de liens vers un même terme.
- Les liens externes sont à placer uniquement dans une section « Liens externes », à la fin de l'article. Ces liens sont à choisir avec parcimonie suivant les règles définies. Si un lien sert de source à l'article, son insertion dans le texte est à faire par les notes de bas de page.
- La présentation des références doit suivre les conventions bibliographiques. Il est recommandé d'utiliser les modèles {{Ouvrage}}, {{Chapitre}}, {{Article}}, {{Lien web}} et/ou {{Bibliographie}}. Le mode d'édition visuel peut mettre en forme automatiquement les références.
- Insérer une infobox (cadre d'informations à droite) n'est pas obligatoire pour parachever la mise en page.

Pour une aide détaillée, merci de consulter Aide:Wikification.
Si vous pensez que ces points ont été résolus, vous pouvez retirer ce bandeau et améliorer la mise en forme d'un autre article.
Repose-toi guerrier, la guerre est finie
Ellen's Gesang n°I (Raste Krieger, Krieg ist aus) est un lied pour voix de soprano et piano, D837, de Franz Schubert. Il a été composé entre avril et juillet 1825. Le texte est issu du Premier Chant d'Hélène (Ellens Gesang I) de la Dame du lac de Walter Scott écrit en 1810, mais est basé sur la traduction allemande réalisée par Adam Storck en 1819. Il deviendra le premier lied de son opus 52, un cycle de 7 lieder intitulé Sieben Gesänge aus Walter Scott's Fräulein vom See.

## Contexte

### Contexte historique
Le cycle Sieben Gesänge aus Walter Scott's Fräulein vom See est composé entre avril et juillet 1825. Schubert s'apprête à quitter Vienne, non pas pour la résidence d'été des Estehrázy comme à son habitude, mais pour Steyr en Haute-Autriche aux côtés de son ami Johann Michael Vogl. Il est d'ailleurs possible que ce soit Vogl qui l'ait encouragé à travailler sur le poème narratif La Dame du lac de Walter Scott. Ce voyage se réalise entre le 20 mai et le 6 octobre 1825. Au cours de celui-ci, Schubert se rend à 6 destinations différentes: Steyr, Gmunden, Linz, à nouveau Steyr, Salzbourg, Gastein, Werfen, retour à Gmunden.
Comme le signale, son frère Ferdinand, ce furent des jours particulièrement heureux: « En 1825, il fit, en compagnie de Vogl, un plaisant voyage à Gastein. Le séjour dans cette ville d'eau compta pour Franz comme les plus beaux jours de sa vie ».

### Contexte littéraire
Schubert choisit donc de mettre Walter Scott en musique et plus précisément, le poème narratif publié en 1810. Il crée un cycle de 7 lieder répartis comme suit :
1. Ellens gesang I: Raste Krieger, Krieg ist aus (D837)
2. Ellens Gesang II: Jäger, ruhe von der Jagd (D838)
3. Bootgesang (D835)
4. Coronach (Totengesang der Frauen und Mädchen) (D836)
5. Normans Gesang (D846)
6. Ellens Gesang III: Ave Maria! Jungfrau Mild (D839)
7. Lied des Gefangenen Jägers (D843)

C'est une des rares fois où Schubert décide de mettre en musique un texte dont la langue originale n'est pas l'allemand. Il a repris quelques textes de Métastase en Italien entre 1812 et 1827. D'abord lors de ses études avec le maître italien Antonio Salieri, ensuite pour son op.83. Par ailleurs, il a mis en musique plusieurs poèmes d'Ossian écrits par James Macpherson et traduits par Edmund von Harold entre 1815 et 1816.
La Dame du Lac de Scott est un poème organisé en 6 chants, chacun divisé en chapitres. Le premier chant d'Hélène, mis en musique dans Raste Krieger, Krieger ist aus par Schubert, se situe dans le premier chant intitulé « La chasse ». Ce premier livre débute en effet sur une scène de chasse au cerf en Écosse. Malheureusement, le cheval  du chasseur tombe dans un ravin. Le chasseur se retrouve perdu et, cherchant son chemin, arrive près d'un lac. C'est à ce moment qu'apparaît Hélène (Ellen en anglais) surnommée « La Dame du lac ». En tant que fille d'un chef de clan, elle lui offre l'hospitalité et le mène en sa demeure. Intervient ensuite le premier chant d'Hélène destiné à apaiser et à endormir ce chasseur étranger et perdu (chapitres 31 et 32).

## Analyse littéraire

### Textes
| Texte original de Walter Scott (1810) | Traduction française de Defauconpret (1830) |
| --- | --- |
| Soldier, rest! Thy warfare o'er, Sleep the sleep that knows not breaking; Dream of battled fields no more, Days of danger, nights of waking. In our isle's enchanted hall, Hands unseen thy couch are strewing, Fairy strains of music fall, Every sense in slumber dewing, Soldier, rest! thy warfare o'er, Dream of fighting fields no more: Sleep the sleep that knows not breaking, Morn of toil, nor night of waking. 'No rude sound shall reach thine ear, Armour's clang or war-steed champing Trump nor pibroch summon here Mustering clan, or squadron tramping. Yet the lark's shrill fife may come At the daybreak from the fallow, And the bittern sound his drum Booming from the sedgy shallow. Ruder sounds shall none be near Guards nor warders challenge here, Here's no war-steed's neigh and champing, Shouting clans or squadrons stamping. | Noble guerrier, dépose ici tes armes; Viens te livrer aux douceurs du repos. Ne songe plus aux combats, aux alarmes, À la victoire, aux lauriers des héros. D’un enchanteur la main mystérieuse À préparé ta couche en ce château: Le jour a fui ; sa harpe harmonieuse Va t’assoupir par un charme nouveau. Noble guerrier, dépose ici tes armes ; Viens te livrer aux douceurs du repos ; Ne songe plus aux combats, aux alarmes, À la victoire, aux lauriers des héros. Tu n’entendras ni le cri du carnage, Ni des coursiers les fiers hennissemens, Ni les vaincus expirant avec rage, Ni les clairons des guerriers triomphans; Mais aussitôt qu’un nouveau jour colore De pourpre et d’or les coteaux et les cieux, L’oiseau s’éveille, et, saluant l’aurore, Redit aux bois ses concerts amoureux. Tu n’entendras ni le cri du carnage, Ni des coursiers les fiers hennissemens, Ni les vaincus expirant avec rage, Ni les clairons des guerriers triomphans, |

### Traduction
| Traduction allemande d'Adam Storck (1823) | Traduction française de Guy Laffaille (© 2010) |
| --- | --- |
| Raste Krieger! Krieg ist aus, Schlaf den Schlaf, nichts wird dich wecken, Träume nicht von wildem Strauss Nicht von Tag und Nacht voll Schrecken. In der Insel Zauberhallen Wird ein weicher Schlafgesang Um das müde Haupt dir wallen Zu der Zauberharfe Klang. Feen mit unsichtbaren Händen Werden auf dein Lager hin Holde Schlummerblumen senden, Die im Zauberlande blühn. Raste Krieger! Krieg ist aus, Schlaf den Schlaf, nichts wird dich wecken, Träume nicht von wildem Strauss Nicht von Tag und Nacht voll Schrecken. Nicht der Trommel wildes Rasen, Nicht des Kriegs gebietend Wort, Nicht der Todeshörner Blasen Scheuchen deinen Schlummer fort. Nicht das Stampfen wilder Pferde, Nicht der Schreckensruf der Wacht, Nicht das Bild von Tagsbeschwerde Stören deine stille Nacht. Doch der Lerche Morgensänge Wecken sanft dein schlummernd Ohr, Und des Sumpfgefieders Klänge Steigend aus Geschilf und Rohr. Raste Krieger! Krieg ist aus, Schlaf den Schlaf, nichts wird dich wecken, Träume nicht von wildem Strauss Nicht von Tag und Nacht voll Schrecken. | Repose-toi, guerrier ! La guerre est finie, Dors du sommeil, rien ne te réveillera, Ne rêve pas de batailles sauvages, De jours et de nuits pleins de terreur. Dans les salles enchantées de l'île, Une douce berceuse Flottera autour de ta tête fatiguée Aux accents de la harpe magique. Des fées aux mains invisibles Éparpilleront sur ton lit De douces fleurs assoupissantes Qui fleurissent dans la lande magique. Repose-toi, guerrier! La guerre est finie, Dors du sommeil, rien ne te réveillera, Ne rêve pas de batailles sauvages, De jours et de nuits pleins de terreur. Ni du tambour la rage sauvage Ni du combat les paroles impérieuses Ni du cor de la mort le son N'épouvanteront ton sommeil. Ni le trépignement des chevaux sauvages Ni le cri de détresse de la sentinelle Ni la vision des jours pénibles N'affligeront ta nuit tranquille. Seul le chant matinal de l'alouette Résonnera à ton oreille assoupie, Et le bruit des oiseaux des marais Montant des roseaux et des joncs. Repose-toi, guerrier! La guerre est finie, Dors du sommeil, rien ne te réveillera, Ne rêve pas de batailles sauvages, De jours et de nuits pleins de terreur. |

La première traduction d'Adam Storck est publiée en 1819. Cependant, il existe d'autres publications plus tardives dont celle de 1823. Celle-ci est une traduction améliorée par Storck lui-même.
| 1re version: 1819 | Autre version: 1823 |
| ----------------- | ------------------- |
|                   |                     |

Lorsque les deux versions du premier chant d'Hélène sont mises côte à côte, une unique différence apparaît à la 5e strophe.
| 1819 | 1823 |
| --- | --- |
| Nicht der Trommel wildes Rasen, Nicht des Kriegs Commandowort, Nicht der Todeshörner Blasen Scheuchen deinen Schlummer fort. | Nicht der Trommel wildes Rasen, Nicht des Kriegs gebietend Wort, Nicht der Todeshörner Blasen Scheuchen deinen Schlummer fort. |

Les mots Commandowort et gebietend Wort ont un sens similaire. Schubert choisit, dans son lied, le mot gebietend Wort. Ainsi, il est possible qu'il se soit basé sur l'édition de 1823, contrairement à ce qui est relaté dans la majorité des références.

### Comparaison entre la traduction de Storck et l'original de Scott
La traduction d'Adam Storck présente quelques différences avec le texte original :
- Storck ajoute librement une strophe après la seconde strophe :

« Feen mit unsichtbaren Händen
Werden auf dein Lager hin
Holde Schlummerblumen senden,
Die im Zauberlande blühn. »
- Les cinquième et sixième strophes sont inversées dans la traduction allemande
- Storck ajoute également un refrain à la fin de cette première partie du chant. Dès lors, il y a 8 paragraphes pour le texte de Storck contre seulement 6 pour le texte original de Scott.

### Adaptation du texte par Schubert
Schubert propose un double texte. Le premier est basé sur la traduction allemande de Storck et le second présente la version originale anglaise de Scott. Il va adapter légèrement ces deux textes afin de composer son lied. D'abord, la version originale de Scott et la traduction de Stock comprennent 3 strophes supplémentaires que Schubert choisit de ne pas mettre en musique. Celles-ci ne sont donc pas présentes dans les tableaux ci-dessus. Ensuite, pendant la strophe supplémentaire ajoutée par Storck en allemand, Schubert décide de présenter une répétition de la deuxième strophe pour le texte anglais. Enfin, le dernier refrain, ajouté en allemand, est également repris en anglais par Schubert.
Forme du texte du lied :
- Refrain + reprise du second vers
- Couplet B +reprise des 3 derniers vers sans le début du 3e
- Couplet B +reprise des 3 derniers vers sans la fin du 2e
- Refrain A +reprise du second vers
- Couplet C + reprise des vers 1, 3 et 4
- Couplet C + reprise des vers 1, 2 et 4
- Couplet B" + reprise des 2 premiers vers
- Refrain + reprise du 1er vers

## Analyse musicale

### La forme
Le lied est écrit sous la forme d'un rondeau (A - B - B' - A - C - C' - B'' - A').
Le lied débute par 4 mesures d'accompagnement seul présentant l'accompagnement du refrain. (M1-4) Ensuite, le lied présente la structure suivante :
- Refrain A - Mässig = modéré (m1 - m30)
- Couplet B - Langsam = lent (m31 - m48)
- Couplet B' (accompagnement piano identique à B) (m49 - m65)
- Refrain A - Mässig= modéré (m66 - m91)
- Couplet C - Geschwind = rapide (m92 - m109)
- Couplet C' (½ ton sous C) (m110 - m125)
- Couplet B" - Langsamer = plus lent (m126 - m143)
- Refrain A' varié au niveau de la basse du piano. (m144 - m176)

Chacune de ces parties est séparée par un interlude plus ou moins long au piano.

### La mesure
Les refrains sont présentés en 3/4. Les couplets subissent cependant des changements de mesure. La pièce passe en C barré (2/2) lors du premier et second couplet (m31 - 65), en C (4/4) lors des couplets 3, 4 et 5.

### L'harmonie (plan tonal)[11]
| Réb M  | Fa# m/La M | Réb M   | Marche harmonique | Fa# m/La M | Réb M     |
| ------ | ---------- | ------- | ----------------- | ---------- | --------- |
| 1 - 30 | 31 - 65    | 66 - 91 | 92 - 126          | 127 - 143  | 144 - 176 |

| Fa# m  | Sol M   | La m    | Do M      | Fa m      | Fa# m     | sol m     | Sib M     | (Sib m) |
| ------ | ------- | ------- | --------- | --------- | --------- | --------- | --------- | ------- |
| 92- 94 | 95 - 96 | 97 - 99 | 100 - 109 | 110 - 112 | 113 - 114 | 115 - 117 | 118 - 125 | 126     |

Sur le plan harmonique, la pièce est presque exclusivement composée de cadences parfaites (V-I). Cela permet dans le refrain de créer une sorte de balancement harmonique qui illustre le mouvement de balancement d'une berceuse. Il accentue ce mouvement en utilisant le dernier renversement de l'accord de dominante, ce qui donne à la basse:
Schubert utilise une pédale harmonique de tonique lors des évocations du tambour (pédale de do m101-107 et de sib m119 - 123). En conservant l'accord de tonique à la basse, il crée une tension supplémentaire. En effet, il y a une superposition des accords de tonique et de dominante durant le trémolo.[réf. nécessaire]

### Lesmodulations
Pour ses modulations, Schubert utilise dans cette pièce beaucoup de rapports de tierces.
Voici quelques techniques que Schubert va mettre en oeuvre afin de moduler:
Une première méthode est utilisée à la mesure 31. Pour moduler entre le refrain (réb M) et le 1er couplet B (fa# mineur - la M), Schubert utilise do#, l'enharmonie de réb. En effet, son accord de réb M (tonique du refrain) devient do# M qui est la dominante de sa seconde tonalité: fa# m.
Une deuxième méthode est d'utiliser les liens entre tons relatifs. La modulation de fa# m vers la M en est un exemple à l'intérieur des couplets B et B'. Schubert réutilise ce lien entre tonalité relative aux mesures 100 (modulation de la m à do M) et 118 (modulation de sol m à sib M). Ces modulations entrent également dans la caractéristique citée ci-dessus: la modulation à la tierce.
Une troisième méthode est d'utiliser le lien entre un ton et son ton direct. Aux mesures 125 et 126, il passe de sib M à fa# m en insérant un accord de sib m (ton direct de sib M). En considérant que fa# = solb, il est intéressant de constater que Schubert module une fois de plus à la tierce.
Dans les couplets C et C', il va introduire une marche harmonique. Dans la première, il utilise une suite de cadences rompues afin de moduler de fa# m à la m. Fa# (I) à ré (VI en fa#, mais V en sol) et Sol (I) à Mi à (VI en sol, mais V en la). Concernant la marche harmonique du Couplet C', il procède de manière analogue à la marche du couplet C, mais il module cette fois de fa m à sol m.

### Relation entre texte et musique (motifs de l'accompagnement)
Walther Dürr propose une interprétation de ce premier chant d'Hélène: « elle ne le voit pas d'abord comme chasseur, mais plutôt comme un messager de la guerre; sa chanson ne doit pas seulement lui apporter le sommeil, mais aussi le désarmer. »
L'accompagnement s'adapte à chaque atmosphère et ambiance des différents épisodes de la pièce. Durant la presque totalité de la pièce et par différentes manières d'égrener les accords, il rappelle l'accompagnement de la harpe. En effet, il est précisé dans le poème de Scott qu'Hélène chante accompagnée d'une « harpe inaperçue »,.
- Refrain A

Pour ce refrain, l'accompagnement est agité en comparaison avec la longue ligne mélodique du chant. La voix se veut douce, apaisante, elle chante le calme et la paix. L'accompagnement, quant à lui, est dynamique de par les doubles croches présentes au début du motif, mais s'apaise par une progressive augmentation rythmique. En effet, les doubles croches agitées se muent en croches avant de se conclure sur une noire accentuée. Cela est peut-être une métaphore de l'apaisement voulu par Hélène.
- Les couplets B et B'

Durant ce couplet, la mesure et la tonalité changent. L'atmosphère se fait sensiblement plus calme, plus intime. Au piano, l'accompagnement devient totalement fluide. Il rappelle une harpe qui égrène un accord avec beaucoup de douceur. À cet instant, Hélène évoque les merveilles et la magie de son île. Elle parle également d'une harpe enchantée (zauberharfe).
- Les couplets C et C'

Dans ces couplets, l'atmosphère calme caractérisant le refrain et les couplets B est mise de côté. Si Hélène cite ces éléments négatifs relatifs à la guerre comme étant effacés par le sommeil, le piano les illustre et les rend audibles. Ces deux couplets peuvent être divisés en deux parties.
Dans la première, le galop fou du cheval est rendu par le rythme de la main droite du piano. L'allure guerrière est palpable par les basses jouées sur chaque temps de manière brève et détachée. À la fin, le climat se détend (appuyé par une indication Langsamer = plus lent) et amène un retour à un accompagnement similaire à  l'accompagnement des couplets B.
Dans la seconde partie, qui correspond à la reprise de certains vers, ou parties de vers, Schubert illustre le grondement sourd des tambours. Il rend cet effet par un trémolo de la basse (main gauche du piano). La main droite cependant, conserve l'accompagnement imitatif de la harpe. Cela ramène un sentiment de menace.
- Couplet B"

Le couplet B" est un retour à la paix et est demandé Langsamer (plus lent). Si l'accompagnement est identique à celui des couplets B précédents, la mélodie varie légèrement. Hélène y explique de quoi seront composés les rêves du guerrier/chasseur. Les images y sont paisibles et renvoient à la nature et plus spécialement aux chants des oiseaux: chant de l'alouette, bruit des oiseaux.
- Dernier refrain

|  |  |

Ce dernier retour au refrain implique un logique retour de la mesure en 3/4. Ce refrain est identique au premier en ce qui concerne le chant, mais connait une subtile variation au niveau de l'accompagnement. En effet, l'unique basse présente à la main gauche dans le motif 1 (M1) est remplacée par une basse de la valeur d'une noire suivie d'un accord de la valeur d'une blanche située plus ou moins une octave au dessus de cette basse. À la main droite, toutes les notes sont jouées à l'octave supérieure.
- Les interludes du piano

Le premier motif d'interlude n'est autre que le motif d'accompagnement des couplets B de la pièce.
Le second motif d'interlude est assimilable à l'accompagnement des couplets B. De plus, la main gauche présente une sorte de petite « mélodie » à la voix supérieure; la voix inférieure étant la basse.

## Création et réception de l'œuvre
Il n'y a pas de sources précises quant à la création du 1er lied du cycle. Toutefois, au vu des lettres de Schubert relatant la réception de plusieurs lieder de ce cycle composé sur la Dame du lac de Walter Scott, il est certain qu'au moins une partie du cycle a été créée lors d'un des nombreux concerts que Schubert a donnés au cours de son voyage estival de 1825,.
La réception du cycle a été excellente comme l'attestent les différentes lettres que Schubert a échangées à cette époque. Dans une lettre du 21 juillet 1825 destinée à Joseph von Spaun, Schubert raconte ceci: « (…) On a fait beaucoup de musique chez le conseiller de la cour von Schiller, entre autres quelques uns de mes nouveaux lieder tirés de la Dame du lac (…) ». Dans une lettre envoyée à ses parents la même année, Schubert se réjouit en écrivant les quelques phrases suivantes : « À l'arrivée ensuite de M. le conseiller von Schiller, qui est le monarque de tout le Salzkammergut, nous mangions [Vogl et moi] quotidiennement dans sa maison et nous avons fait là beaucoup de musique, autant que dans la maison de Traweger. En particulier mes nouveaux lieder, tirés de La Dame du lac de Walter Scott, ont fait grand plaisir. ».
S'il n'est pas attesté que Raste Krieger, Krieg ist aus en fait partie, plusieurs indices présents dans sa lettre du 25 juillet 1825 à ses parents laissent à supposer que c'est le cas.[Interprétation personnelle ?] Schubert y explique combien la comtesse Sophie de Weissenwolff les a appréciés: A Steyereck [sic] nous descendîmes chez la comtesse Weissenwolff qui est une grande admiratrice de ma petitesse; elle possède toutes mes œuvres et en chante beaucoup de façon charmante. Les lieder de Walter Scott lui ont fait une impression si extraordinairement favorable, qu'elle me fit aussitôt remarquer que la dédicace ne lui causerait pas le moindre déplaisir.".Ainsi, il semble probable[Interprétation personnelle ?] qu'elle les ait interprétés ou du moins entendu interprétés lors de la visite de Schubert. Ces lieder lui seront effectivement dédicacés au moment de la publication de l'œuvre.

## Publication et éditions

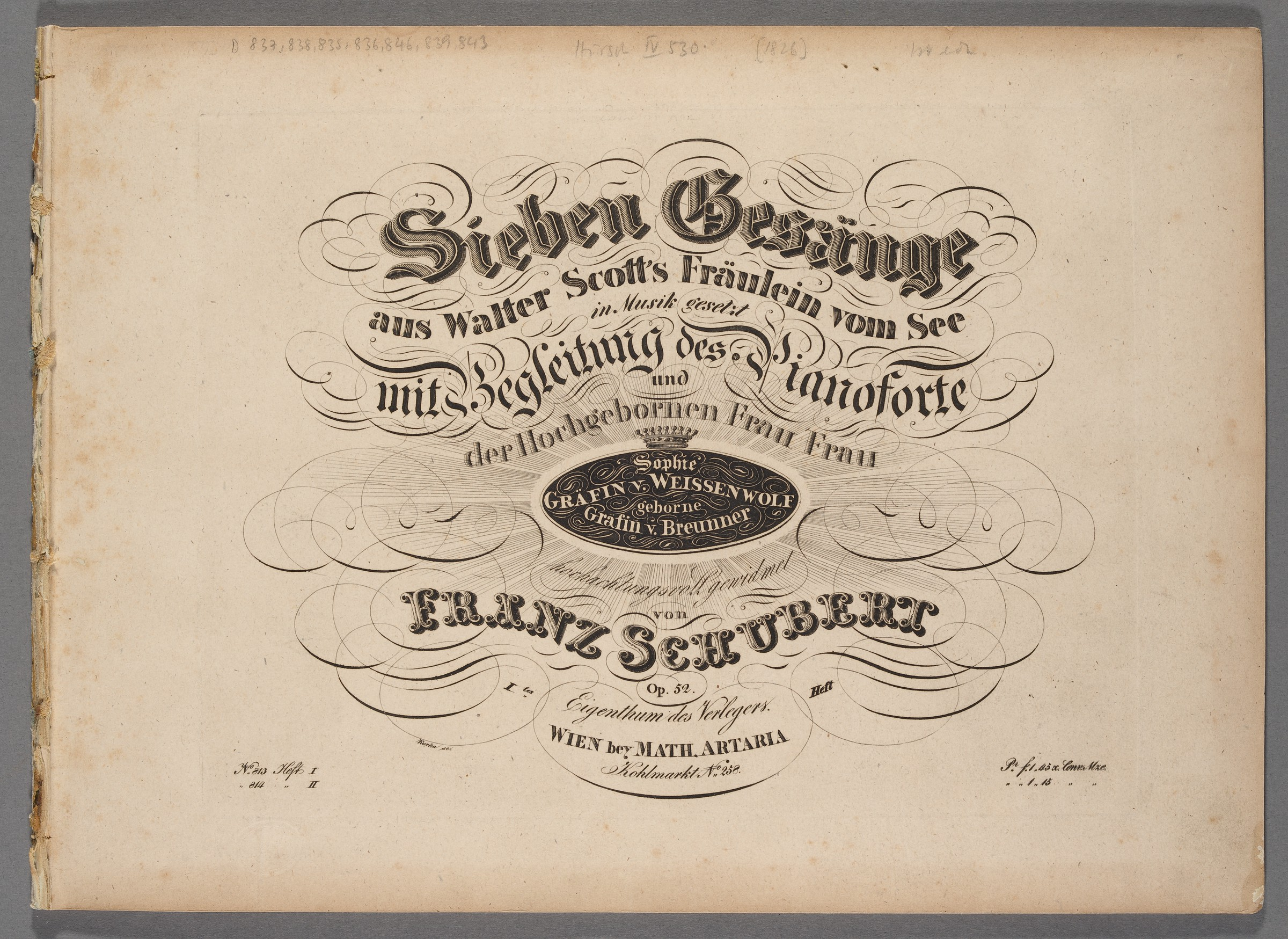
Sieben Gesänge aus Walter Scott's Fräulein vom See - 1826

Le manuscrit autographe de Schubert est manquant. Seules des copies de cette œuvre sont connues. Schubert vend ses lieder écrits sur la Dame du Lac le 29 octobre 1825 à l'éditeur Matthias Artaria pour la somme de 200 florins. Ceux-ci sont publiés en avril 1826 sous le nom Sieben Gesänge aus Walter Scott's Fräulein vom See (op.52). Schubert choisit d'y adjoindre la version originale anglaise dans le but, comme il l'explique dans la lettre du 25 juillet à ses parents, de conquérir le marché anglais: « Avec l'édition de ces lieder, je pense faire une autre combinaison que celle ordinaire qui rapporte si peu. Puisqu'en effet ils portent le nom célèbre de Scott au frontispice, ils pourraient éveiller plus de curiosité et me faire davantage connaître en Angleterre si j'y adjoignais le texte anglais. ».
Liste non-exhaustive des éditions :
- Schubert Franz, Sieben Gesänge aus Walter Scott's Fräulein vom See. Heft I, Vienne, Math. Artaria, 1826[21].
- Schubert Franz, Schubert's Werke. Serie XX: Sämtliche einstimmige Lieder und Gesänge

Band 8, Leipzig: Breitkopf & Härtel, 1895.
(NB: Cette édition est disponible sur le site en ligne IMSLP.)
- Franz Schubert, Neue Ausgabe sämtlicher Werke (Serie IV: Lieder, Band 3: Teil a), Kassel/Basel/Londres, Bärenreiter, 1982.
- Franz Schubert, Lieder (Band 2/volume 2), Kassel, Bärenreiter, 2006.
- Franz Schubert, 100 songs, Milwaukee, Hal Leonard,2009. (The Vocal Library)[23]

Ces éditions peuvent présenter les mêmes lieder dans 3 tonalités différentes: voix basse, medium et haute. Elles ont fait également l'objet de réimpressions.

## Discographie
Sauf indication contraire, le disque est présent dans la discographie proposée sur Muziekweb.
| Chanteur           | Pianiste                   | Éditeur (Label)                | Date de sortie (date d'enregistrement) | Titre de l'album                                                                      |
| ------------------ | -------------------------- | ------------------------------ | -------------------------------------- | ------------------------------------------------------------------------------------- |
| Jessye Norman      | Irwin Gage                 | Philips Classics               | 1990 (1971)                            | Mahler: Songs from Des Knaben Wunderhorn & Rückert-Lieder / Schubert: Lieder          |
| Elly Ameling       | Dalton Baldwin             | Philips Classics               | Juillet 1993 (1975)                    | Franz Schubert: Lieder                                                                |
| Elly Ameling       | Dalton Baldwin             | Pentatone classic              | Juin 2004 (1975)                       | Schubert: Lieder für Gretchen, Ellen und Suleika                                      |
| Gundula Janowitz   | Irwin Gage                 | Deutsche Grammophon            | Juin 2017 (1976)                       | The Gundula Janowitz edition                                                          |
| Elly Ameling       | Jörg Demus                 | EMI Classics                   | Juin 2012 (1967-1983)                  | The Dutch nightingale                                                                 |
| Marjana Lipovsek   | Geoffrey Parsons           | Orfeo                          | Juillet 1988 (1987)                    | Franz Schubert. Ausgewählte Lieder                                                    |
| Janet Baker        | Gerald Moore               | Warner Classics (EMI classics) | Décembre 2013 (1964 - 1990)            | Dame Janet Baker: The great EMI recordings                                            |
| Marie McLaughlin   | Graham Jonhson             | Hyperion                       | 1992 (1990)                            | Franz Schubert: Complete songs; vol.13                                                |
| Gundula Janowitz   | Charles Spencer            | First Hand Records             | Août 2017 (1999)                       | The Last Recital – in Memoriam Maria Callas                                           |
| Ruth Ziesak        | Ulrich Eisenlohr           | Naxos                          | Mars 2002 (2000)                       | European poets, vol.1                                                                 |
| Sibylla Rubens     | Irwin Gage                 | Hänssler classic               | Janvier 2004 (2002)                    | Perform Lieder by Franz Schubert, W.A. Mozart, A. Hüttenbrenner                       |
| Johannette Zomer   | Arthur Schoonderwoerd      | Alpha                          | Décembre 2003 (2003)                   | Franz Schubert. Kennst du das Land?                                                   |
| Janet Baker        | Gerald Moore               | Warner Classics (EMI classics) | Septembre 2012 (1998 - 2012)           | Lieder on Record                                                                      |
| Lauris Elms        | John Winther               | Australian Broadcasting Corp   | Juillet 2012                           | Schubert: An die Musik & Other Favourite Lieder                                       |
| Martha Guth        | Penelope Crawford          | Musica Omnia                   | Novembre 2014 (2012)                   | Schubert’s Women in Music                                                             |
| Anna Prohaska      | Eric Schneider             | Deutsche Grammophon            | Juin 2014 (2014)                       | Behind the lines                                                                      |
| Anne Schwanewilms  | Charles Spencer            | Cappriccio                     | Mai 2016 (2015)                        | Schöne Welt                                                                           |
| Ailish Tynan       | Iain Burnside              | Delphian                       | Juin 2016 (2015)                       | Nacht und Träume                                                                      |
| Nienke Oostenrijk  | Marianne Boer              | Cobra records                  | Octobre 2016 (2015)                    | Ladies only: Love and lament (Franz Schubert)                                         |
| Cornelia Lanz      | Stefan Laux                | Hänssler classic               | Novembre 2016 (2015)                   | Carattere di donne : Frauenrollen und Frauengestalten bei Schubert, Rossini und Verdi |
| Sarah Connolly     | Malcolm Martineau          | Vivat                          | Mei 2017 (2015-2016)                   | Decades, a century of songs vol.2: 1820-1830                                          |
| Katrin Tarfo       | Walter Riemer (pianoforte) | NF Audio                       | 2016                                   | Mozart / Schubert Songs With Fortepiano                                               |
| Maureen Batt       | Simon Docking              | Leaf music                     | Juin 2017 (2017)                       | Works by Franz Schubert, Fiona Ryan                                                   |
| Catharina Jansen   | Kimberly Harrison          | Catharina Jansen records       | 2018                                   | Eigenzinnig                                                                           |
| Carolyn Sampson    | Joseph Middleton           | Bis                            | Mei 2018 (2018)                        | A soprano’s Schubertiade                                                              |
| Anna Lucia Richter | Gerold Huber               | Pentatone                      | Février 2019 (2019)                    | Heimweh: Schubert Lieder                                                              |

### partitions
- Partitions libres sur imslp.org: Ellens Gesang, D.837
- Partition de la première édition: Sieben Gesänge aus Walter Scott's Fräulein vom See
- Franz Schubert - 100 songs de Hal Leonard

### Textes
- Hyperion - livret de Schubert: The Hyperion Schubert Edition, Vol. 13
- Traduction proposée sur LiederNet Archive
- Traductions d'Adam Storck de 1819 et 1823

### Ouvrage
- Massin Brigitte, Schubert, Paris, Fayard, 1977, 1400 p.
- Dürr Walther et Krause Andreas, Schubert Handbuch, Kassel/Basel/Londres/New York/ Prague, Bärenreiter et Stuttgard/Weimar, Metzler, 1997, 684 p.
- Deutsch Otto Erich, Franz Schubert. Thematisches Verzeichnis seiner Werke in chronologischer Folge, Kassel, Bärenreiter-Verlag, 1978, 712 p.
- Reed John, The Schubert song Companion, Manchester, Manchester University Press, 1997, 510 p.
- Walter SCOTT, Œuvre de Walter Scott. Tome I : Romans poétiques et poésies diverses, trad. française Defauconpret Auguste-Jean-Baptiste, Paris, Furne, 1836, 471 p.